# نحل مركزي
النحل المركزي (الاسم العلمي: Centris)، جنس نحل يحتوي على 250 نوعًا من فصيلة النحلية توجد في المناطق المدارية القريبة من القطب الشمالي، من كانساس إلى الأرجنتين. تمتلك معظم إناث هذا النحل تكيفات لحمل زيوت الأزهار بدلاً من (أو بالإضافة إلى) حبوب اللقاح أو الرحيق. تزور بشكل أساسي نباتات فصيلة الملبيغية لجمع الزيت، وأيضًا الحملية والدمشقيات والرطنيات وغيرها. أظهرت الدراسات الحديثة أنها شقيقة للنحل الجسيمي، وهو أكثر مجموعات النحل شهرة وأهمية من الناحية الاقتصادية.